# Хувишка I
Хувишка (бактр. Οοηϸκι) (умер в 166) — правитель Кушанского царства, занимавший трон предположительно в 131—166 годах.
Восстановил фамильное святилище кушанских царей в Сурх-Котале и в селении Мат после его разрушения предыдущим царём Васишкой.
На короткое время был свергнут (на трон воздвигли сына Васишки Канишку II на 14 год его правления), но смог удержать царство.
Во время его правления развивались буддизм и индуизм, к его времени относится статуя Амитабхи в городе Матхура в Индии.
В 159 и в 161 годах отправил в Китай два посольства морским путём через Южную Индию (Тяньчжи), где по-видимому лежали его основные интересы.
Точно детали и хронология его правления оспариваются, по другим гипотезам он правил непосредственно после Канишки.